# غواو ميو
غواو ميو (بالإنجليزية: Gwau Meo)‏ «الرأس الأحمر» وهو في تراث المالا (جزر سليمان) بطل ثقافي وابن الشمس عبد كشبح. وصل كمهاجر إلى مالا في زورق شراعي مع مجموعة من الأتباع. استوطنوا في البر وتكاثروا حتى امتلأت بهم الجزيرة.